# Logan Cup 2019/20
Der Logan Cup 2019/20 war die 26. Saison des nationalen First-Class-Cricket-Wettbewerbes in Simbabwe und wurde vom 12. Dezember 2019 bis zum 16. Februar 2020 ausgetragen. Gewinner waren die Mashonaland Eagles.

## Format
Die vier Mannschaften spielten in einer Gruppe gegen jedes andere Team jeweils zweimal. Für einen Sieg gab es fünf Punkte, für ein Unentschieden drei, für ein Remis zwei. Zusätzlich gibt es einen Punkt für den Gewinn des ersten Innings. Die Mannschaft mit den meisten Punkten am Saisonende gewinnt den Wettbewerb.

## Resultate
Tabelle
| Team                 | Sp. | S | N | R | WLF | LWF | DWF | DLF | ND | BP | Punkte |
| -------------------- | --- | - | - | - | --- | --- | --- | --- | -- | -- | ------ |
| Mashonaland Eagles   | 6   | 3 | 1 | 0 | 2   | 0   | 0   | 0   | 0  | 0  | 28     |
| Mountaineers         | 5   | 3 | 1 | 0 | 1   | 0   | 0   | 0   | 0  | 0  | 23     |
| Matabeleland Tuskers | 6   | 2 | 2 | 0 | 0   | 1   | 1   | 0   | 0  | 0  | 16     |
| Mid West Rhinos      | 5   | 1 | 2 | 0 | 1   | 1   | 0   | 0   | 0  | 0  | 12     |
| Rangers              | 6   | 0 | 3 | 0 | 0   | 2   | 0   | 1   | 0  | 0  | 4      |